# Język tajski

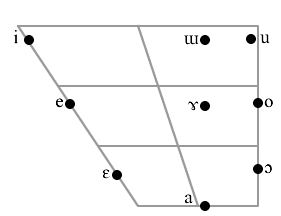
System samogłosek w języku tajskim

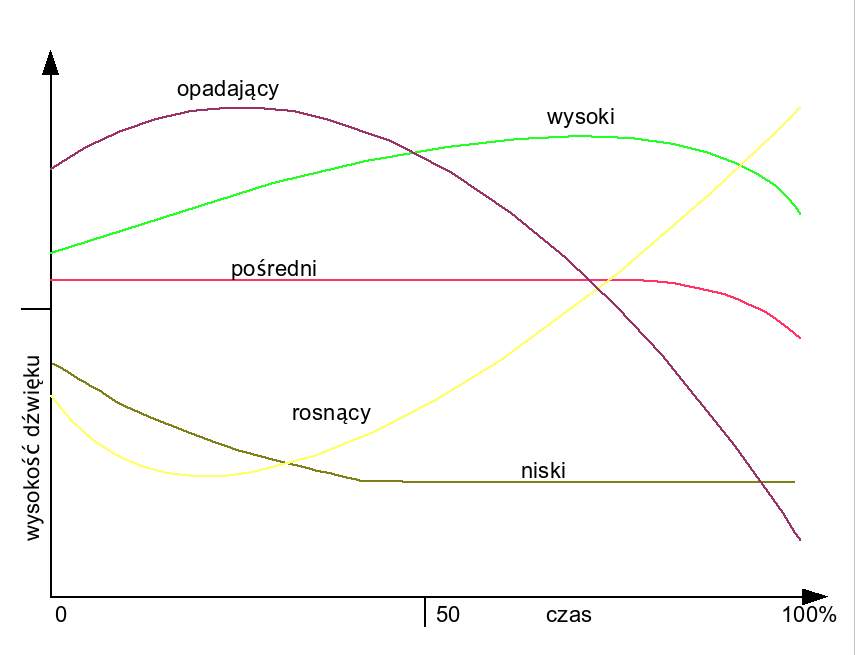
Schemat tonów w języku tajskim

Język tajski, syjamski – język z rodziny języków dajskich. Jest językiem urzędowym Tajlandii. Jako pierwszy język używany jest jedynie w centralnej części Tajlandii (wokół Bangkoku). Na północy, południu oraz w regionie północno-wschodnim mówi się odrębnymi językami tajskimi.

## System fonetyczny
System dźwiękowy (a także słowotwórstwo) języka tajskiego opiera się na sylabie o sformalizowanej budowie, składającej się z: nagłosu, śródgłosu, wygłosu (nie zawsze) i tonu. W nagłosie i wygłosie sylaby mogą znajdować się tylko spółgłoski (พยัญชนะ phayanchana), a w śródgłosie głoski z grupy sara (สระ), które to słowo tłumaczy się zazwyczaj jako „samogłoska”, choć do zakresu pojęcia „sara” należą także dyftongi (np. /ɯːa/), tryftongi oraz zbitka samogłosek ze spółgłoską /w/ – /iaw/ (/iaw/ i tryftongi, określane w literaturze anglojęzycznej jako „glide endings”, występują tylko w sylabach otwartych, czyli pozbawionych wygłosu). Tradycyjnie, do grupy „sara” zaliczano też zbitki: /am/, /ri/ i /rɯ/, które zachowały do dziś własne znaki pisma.
Głoski i ich zbitki występujące w nagłosie sylaby to: /g-/, /kh-/, /ng-/, /j-/, /ch-/, /s-/, /y-/, /d-/, /dt-/, /th-/, /n-/, /b-/, /bp-/, /ph-/, /f-/, /m-/, /r-/, /l-/, /w-/, /h-/, /kr/, /kl/, /kw/, /kʰr/, /kʰl/, /kʰw/, /pr/, /pl/, /pʰr/, /pʰl/, /tr/ oraz zwarcie krtaniowe, a w wygłosie: /-n/, /-ng/, or /-m/ (sylaby „żywe”), /-k/, /-p/, or /-t/ (sylaby „martwe”). Samogłoski tajskie to: /i ɯ u e ɤ o ɛ ɔ a/ oraz ich długie wersje (iloczas). Pozostałe dźwięki z grupy „sara” to: /aj/, /ia/, /aw/, /ua/, /ew/, /uj/, /ɯa/ (długie bądź krótkie), /ɛːw/, /ɤːj/, /ɔːj/, /o:j/, /iaw/, /uaj/, /ɯaj/ (wyłącznie długie), oraz wyłącznie krótkie /iw/.
Spółgłoski w nagłosie:
|             |              | Wargowe    | Dziąsłowe        | Podniebienne | Tylnojęzykowe  | Krtaniowe |
| ----------- | ------------ | ---------- | ---------------- | ------------ | -------------- | --------- |
| Nosowe      | Nosowe       | [m] ม      | [n] ณ,น          |              | [ŋ] ง          |           |
| Zwarte      | bezdźwięczne | [p] ป      | [t] ฏ,ต          | [tɕ] จ       | [k] ก          | [ʔ] อ     |
| Zwarte      | przydechowe  | [pʰ] ผ,พ,ภ | [tʰ] ฐ,ฑ,ฒ,ถ,ท,ธ | [tɕʰ] ฉ,ช,ฌ  | [kʰ] ข,ฃ,ค,ฅ,ฆ |           |
| Zwarte      | dźwięczne    | [b] บ      | [d] ฎ,ด          |              |                |           |
| Szczelinowe | Szczelinowe  | [f] ฝ,ฟ    | [s] ซ,ศ,ษ,ส      |              |                | [h] ห,ฮ   |
| Płynne      | Płynne       | [w] ว      | [l] ล,ฬ          | [j] ญ,ย      |                |           |
| Drżące      | Drżące       |            | [r] ร            |              |                |           |

### Tony
Tonów w języku tajskim jest pięć – trzy rejestrowe (niski, pośredni, wysoki) i dwa konturowe (opadający i rosnący). Tony są elementem alfabetu języka tajskiego, posiadają funkcję dystynktywną.
Przykład sylab o identycznych głoskach, ale różnych tonach i znaczeniach:
| Ton tajski    | Zapis | Wymowa | Znaczenie                |
| ------------- | ----- | ------ | ------------------------ |
| Pośredni สามัญ | นา    | /nāː/  | pole ryżowe              |
| Niski เอก     | หน่า   | /nàː/  | (popularny pseudonim)    |
| Opadający โท  | หน้า   | /nâː/  | twarz                    |
| Wysoki ตรี     | น้า    | /náː/  | młodsze rodzeństwo matki |
| Rosnący จัตวา  | หนา   | /nǎː/  | gruby, gęsty             |

Nie jest przyjęta za standard żadna transkrypcja ani transliteracja pisma tajskiego na alfabet łaciński. Najczęściej używa się (także w niniejszym artykule) Royal Thai General System of Transcription (RTGS), który jest jednak systemem przybliżonym (stworzonym na użytek znaków informacyjnych dla turystów), gdyż nie odtwarza tonów i iloczasu.

## Morfologia i składnia
Jest to język typu SVO (subject-verb-object), czyli o szyku zdania zbliżonym do języków europejskich. Wyrazy są nieodmienne, z tego względu pozycja wyrazu w zdaniu określa relacje znaczeniowe (język izolujący).

## Pismo tajskie
Pismo tajskie jest alfabetem sylabicznym, spokrewnionym z alfabetami indyjskimi. Składa się z 44 liter podstawowych spółgłoskowych oraz 14 niesamodzielnych znaków służących do zaznaczania samogłosek (do zapisu niektórych dźwięków „sara” używa się też znaków spółgłoskowych). W piśmie tajskim nie rozróżnia się dużych i małych liter. Między wyrazami brak odstępów (z bardzo nielicznymi wyjątkami). Odstępem oddziela się zdania. Sylaby pisze się od lewej do prawej, ale kolejność stawiania liter w ramach sylaby określają odrębne zasady ortografii.
Spółgłoski można podzielić na trzy klasy tonalne: niskie, średnie i wysokie:
Niskie: ค, ฅ, ฆ, ง, ช, ซ, ฌ, ญ, ฑ, ฒ, ณ, ท, ธ, น, พ, ฟ, ภ, ม, ย, ร, ล, ว, ฬ, ฮ

Średnie: ก, จ, ฎ, ฏ, ด, ต, บ, ป, อ

Wysokie: ข, ฃ, ฉ, ฐ, ถ, ผ, ฝ, ศ, ษ, ส, ห
Znajomość klasy spółgłoski, typu sylaby („żywa” lub „martwa”) oraz długości samogłoski w sylabie pozwala określić, jaki ton ma być użyty przy wypowiadaniu sylaby. Dodatkowo ton może być modyfikowany odpowiednim markerem.